# The Dark Knight Returns - Part 2
The Dark Knight Returns - Part 2 (en España: El Regreso del Caballero Oscuro  - Parte 2 y en Hispanoamérica: Batman: Regresa el Caballero Nocturno - Parte 2) es una película estadounidense de animación dirigida por Jay Oliva y basada en la novela gráfica clásica de cuatro números Batman: The Dark Knight Returns, de Frank Miller, publicada en 1986. Se estrenó en enero de 2013.

## Sinopsis
Fingiendo estar arrepentido por su pasado, el Joker convence al Dr. Bartholomew Wolper para llevarlo a un programa de entrevistas en televisión y poder contar su historia. En realidad planea su fuga con su viejo secuaz que le suministra un lápiz labial que controla la mente. Allí, Joker mata a todos en el lugar con su gas de la risa y se escapa.
Mientras tanto, Superman -quien trabaja como agente del gobierno a cambio de que se le permita ayudar secretamente a las personas- es llamado por el Presidente para terminar el "vigilantismo"  de Batman. Estos eventos están enmarcados en una creciente hostilidad entre los EE. UU. y la Unión Soviética sobre la posesión de la isla de Corto Maltés.
Como la presencia continua de Batman humilla a las autoridades nacionales, Ellen Yindel se convierte en la nueva Comisario de Policía, en reemplazo de Gordon, y ordena la detención de Batman. Superman le advierte a Batman que el Gobierno no va a tolerarlo por mucho más tiempo. Posteriormente, Joker visita a una ya envejecida Selina Kyle y utiliza su lápiz labial para tomar el control de un congresista, el cual pide un ataque nuclear contra los soviéticos antes de caer a su muerte.
La investigación de Batman lo lleva hasta Kyle, que se encuentra atada y vestida como Wonder Woman. Batman persigue al Joker hasta una zona de feria, en donde indiscriminadamente mata a decenas de personas.
Después de una acalorada pelea entre Batman y Joker, el Caballero Oscuro finalmente fractura el cuello del Joker delante de algunos testigos, mientras el villano le apuñala el abdomen varias veces. El villano, notando la llegada de la policía, acaba por romperse el cuello a sí mismo para acusar a Batman de asesinato. Herido de gravedad, Batman con mucha dificultad logra escapar de la feria y regresar a la Mansión Wayne. 
La advertencia de Superman se cumple, y el gobierno le pide acabar con Batman. Batman acepta enfrentarse a Superman en el Callejón del Crimen, utilizando un exoesqueleto y contratando la ayuda de su viejo amigo Oliver Queen. Este último le dispara a Superman una flecha con kriptonita, la cual le da ventaja a Batman, quien logra derrotar al Hombre de Acero. Wayne, declarándose ante Superman como "el único hombre que lo derrotó", sufre un ataque cardíaco y muere. Al mismo tiempo, la Mansión Wayne se autodestruye y el mayordomo de Wayne, Alfred muere de un ataque cardíaco afuera de la mansión.
El mundo se entera de que Bruce Wayne era Batman. En el funeral de Batman, luego de oír un débil latido de corazón desde el ataúd de Wayne, Clark Kent le guiña el ojo a Kelley, dándose cuenta de que Wayne fingió su muerte. Al final, en unas cuevas subterráneas aparece Wayne, quien está realizando los preparativos para continuar con su misión de manera más discreta, al aliarse con Kelley, Flecha Verde, y sus seguidores.

## Reparto
- Peter Weller como Batman/Bruce Wayne
- Ariel Winter como Robin/Carrie Kelley
- Maria Canals Barrera como Ellen Yindel
- Mark Valley como Clark Kent/Superman
- Tress MacNeille como Selina Kyle
- Robin Atkin Downes como Oliver Queen
- Michael McKean como Dr. Wolper
- Michael Emerson como Joker
- Jim Meskimen como Presidente
- Conan O'Brien como David Endochrine